# Nevolje s Harryjem
Nevolje s Harryjem (eng. The Trouble with Harry) je američka filmska komedija snimljena 1955. u režiji Alfreda Hitchcocka, poznata kao jedan od atipičnih naslova za njegovu filmografiju. 

## Radnja
Radnja se događa u malom mjestu u državi Vermont, gdje neočekivano otkriće leša čovjeka po imenu Harry Worp među tamošnjim žiteljima izaziva uvjerenje da su skrivili njegovu smrt, odnosno grozničava nastojanja da sklone dokaze o vlastitoj krivici. Protagonist, čiji lik tumači John Forsythe je nekonvencionalni umjetnik koji će im u tome nastojati pomoći, te se pri tome zaljubiti u lijepu i mladu udovicu (čiji lik tumači Shirley MacLaine). 
Nevolje s Harryjem je sa svojim crnim humorom, ali i za tadašnje standarde provokativnim dijalozima, predstavljao iznenađenje za publiku. U SAD-u je doživio komercijalni promašaj, iako je na europskim tržištima imao više uspjeha. Usprkos toga, predstavljao je početak duge i plodne suradnje između Hitchcocka i skladatelja Bernarda Herrmanna.

## Uloge
- Edmund Gwenn ... kapetan Albert Wiles
- John Forsythe ... Sam Marlowe
- Mildred Natwick ... Gđica Ivy Gravely
- Mildred Dunnock ... Gđa Wiggs
- Jerry Mathers ... Arnie Rogers
- Royal Dano ... Zamjenik šerifa Calvin Wiggs
- Parker Fennelly ... Milijunaš
- Barry Macollum ... Skitnica
- Dwight Marfield ... Dr. Greenbow
- Shirley MacLaine ... Jennifer Rogers
- Philip Truex ... Harry Worp (leš)